# Aalestrup Kommune
Aalestrup Kommune var en kommune i Viborg Amt, som blev dannet ved kommunalreformen i 1970. Ved strukturreformen i 2007 blev kommunen delt, så Hvam skoledistrikt kom til Viborg Kommune, Hvilsom skoledistrikt kom  til Mariagerfjord Kommune og resten dannede Vesthimmerlands Kommune sammen med Farsø Kommune, Løgstør Kommune og Aars Kommune.

## Tidligere kommuner
Allerede før kommunalreformen dannede 4 sognekommuner frivilligt en storkommune omkring Aalestrup:
| Kommune                | Folketal september 1965 | Byer                       |
| ---------------------- | ----------------------- | -------------------------- |
| Hvam-Hvilsom           | 1.399                   | Hvam Stationsby og Hvilsom |
| Simested               | 1.130                   | Simested                   |
| Testrup                | 323                     |                            |
| Østerbølle (Aalestrup) | 2.445                   | Aalestrup                  |
| I alt                  | 5.297                   |                            |

Under selve kommunalreformen gik endnu 2 sognekommuner med i Aalestrup Kommune:
| Kommune        | Folketal 1. januar 1970 | Byer              |
| -------------- | ----------------------- | ----------------- |
| Gedsted-Fjelsø | 1.925                   | Gedsted og Fjelsø |
| Vesterbølle    | 517                     |                   |
| Aalestrup      | 5.224                   |                   |
| I alt          | 7.739                   |                   |

## Sogne
Følgende sogne indgik dermed i Aalestrup Kommune, alle fra Rinds Herred:
- Fjelsø Sogn
- Gedsted Sogn
- Hvam Sogn
- Hvilsom Sogn
- Simested Sogn
- Svingelbjerg Sogn – udskilt fra Vesterbølle Sogn i 1976
- Testrup Sogn
- Vesterbølle Sogn
- Østerbølle Sogn
- Aalestrup Sogn – udskilt fra Østerbølle Sogn i 1972

## Borgmestre[3]
| Periode   | Navn               | Parti             |
| --------- | ------------------ | ----------------- |
| 1970-1982 | Otto Jørgensen     | Lokalliste        |
| 1982-1990 | Gustav Christensen | Venstre           |
| 1990-1994 | Richardt Gundersen | Socialdemokratiet |
| 1994-2002 | Per Bisgaard       | Venstre           |
| 2002-2006 | Rigmor Sandborg    | Østlisten         |